# Кайрат (Северо-Казахстанская область)
Кайрат (каз. Қайрат) — село в Уалихановском районе Северо-Казахстанской области Казахстана. Административный центр Кайратского сельского округа. Код КАТО — 596441100.

## География
Расположено южнее озера Силетытениз на берегу реки Силети.

## История
Село Кайрат основано в 1962 году на базе животноводческого совхоза «Кайрат». В январе 1963 года передано в состав Кызылтуского района, Кокчетавской области. В дальнейшем 4 декабря 1970 года передано в состав вновь образованного Валихановского района. В мае 1997 года в связи с проводимой в Казахстане политикой оптимизации административно-территориальных единиц, Кокшетауская область и Валихановский район были ликвидированы, в связи с этим Кайратский сельский округ передан в состав Уалихановского района Северо-Казахстанской области. 13 декабря 2010 года село Жуантобе, входившее в состав Кайратского сельского округа, ликвидировано и вошло в состав села Кайрат.

## Население
В 1999 году население села составляло 1004 человека (508 мужчин и 496 женщин). По данным переписи 2009 года, в селе проживало 378 человек (186 мужчин и 192 женщины).

## Социальная сфера
На территории села находится одна средняя школа, один мини-центр для детей дошкольного возраста. Имеется один медицинский пункт, работает один медицинский работник. Имеется 2 библиотеки: 1 школьная и 1 сельская. Работает «Центр досуга» молодёжи.